# Храм Пророка Илии (Старый Оскол)
Храм Илии Пророка (Ильинский храм) — православный храм в городе Старом Осколе Белгородской области. Относится к Белгородский епархии Русской православной церкви.

## История
Храм во имя Святого Пророка Ильи был построен в 1872 году в Ездоцкой слободе, а 26 ноября 1873 года он был освящен. Каменное здание церкви строилось на средства прихожан — государственных крестьян слободы Ездоцкой. Расположена церковь в северной части слободы Ездоцкой.
В советский период церковь не закрывалась и богослужения продолжались, за исключением короткого периода, по причине отсутствия священнослужителя. В августе 1938 году храм превратили в амбар, но уже 13 февраля 1939 года исполняющий обязанности секретаря облисполкома Журавлёв телеграфировал в столицу: «Ильинская церковь из-под зерна освобождена и передана в пользование верующим».
С 18 июля 1995 года храм является памятником архитектуры, построенным в эпоху эклектики. Иконостас деревянный, с позолоченной резьбой, украшен растительным орнаментом, в три яруса. Сохранился в первозданном виде.
2 августа 1995 года своё первое архиерейское богослужение на Белгородской и Старооскольской кафедре совершил владыка Иоанн. 27 августа 2006 года он же в сослужении духовенства епархии освятил новый престол Ильинского храма. В канун Пасхи 2013 года были заменены купола храма и колокольни.
С 2003 года и по настоящее время настоятелем является протоиерей Василий Евгеньевич Истомин. При храме работает воскресная школа для детей и взрослых.

## Духовенство
- Настоятель храма — протоиерей Василий Истомин[2]